# Autostrada A44 (Portugalia)
Autostrada A44 (port. Autoestrada A44, Autoestrada de Vila Nova de Gaia) – autostrada w północnej Portugalii, przebiegająca przez dystrykt Porto.
Autostrada w całości znajduje się na obszarze Grande Porto i biegnie przez teren gminy Vila Nova de Gaia.

## Historia budowy
| Odcinek | Stan (12/2010) | Długość                                         |        |
| ------- | -------------- | ----------------------------------------------- | ------ |
|         | – Madalena     | w użytku (2004) (Koncesja: SCUT Costa da Prata) | 3,1 km |
|         | Madalena –     | w użytku (2000) (Koncesja: SCUT Costa da Prata) | 0,9 km |
| VCI     | –              | Em serviço (2007) (Koncesja: AEDL)              | 4,8 km |